# Реутинське
Ре́утинське (рос. Реутинское) — село у складі Комишловського району Свердловської області. Входить до складу Заріченського сільського поселення.
Населення — 139 осіб (2010, 159 у 2002).
Національний склад станом на 2002 рік: росіяни — 96 %.